# Takudzwa Ngwenya
Takudzwa Ngwenya (* 22. července 1985, Harare) je bývalý americký ragbista hrající na křídle. Je považován za jednoho z nejrychlejších hráčů historie. Na MS 2007 položil v zápase proti Jihoafrické republice pětku, která byla World Rugby vybrána jako nejlepší pětka roku. Za reprezentaci USA si dohromady připsal 13 pětek a 36 zápasů. V letech 2006 až 2009 hrál za sedmičkovou reprezentaci. S francouzským klubem Biarritz vyhrál v roce 2012 Challenge Cup.

## Kariéra

### Klubová historie
- 2007/08 – 2015/16 Biarritz
- 2015/16 San Diego
- 2016/17 – 2017/18 Brive
- 2017/18 San Diego